# Ласерда, Франсишку де
Франсишку Инасио да Силвейра де Соуза Перейра Форхас де Ласерда (порт. Francisco de Lacerda; 11 мая 1869, Рибейра-Сека (Кальета), Асориш — 18 июля 1934, Лиссабон) — португальский композитор, дирижёр, музыковед
.

## Биография
Представитель дворянского рода. С раннего возраста проявлял склонность к искусству, первые уроки музыки и игры на фортепиано получил у своего отца в возрасте 4 лет. В 1886 году переехал на остров Терсейра, где посещает окончил школу. Именно в это время сочинил одно из своих первых музыкальных сочинений — мазурку Uma Garrafa de Cerveja («Бутылка пива»). После окончания школы отправился в Порту, чтобы поступить в медицинскую школу, но бросил учёбу, продолжая учиться игре на фортепиано. В 1891 году переехал в Лиссабон, и поступил в Национальную консерваторию (Conservatório Nacional), где обучался до 1895 года.

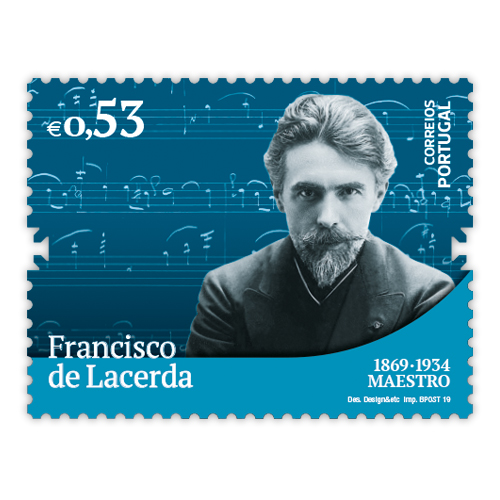
Почтовая марка Португалии, посвящённая Ф. де Ласерда

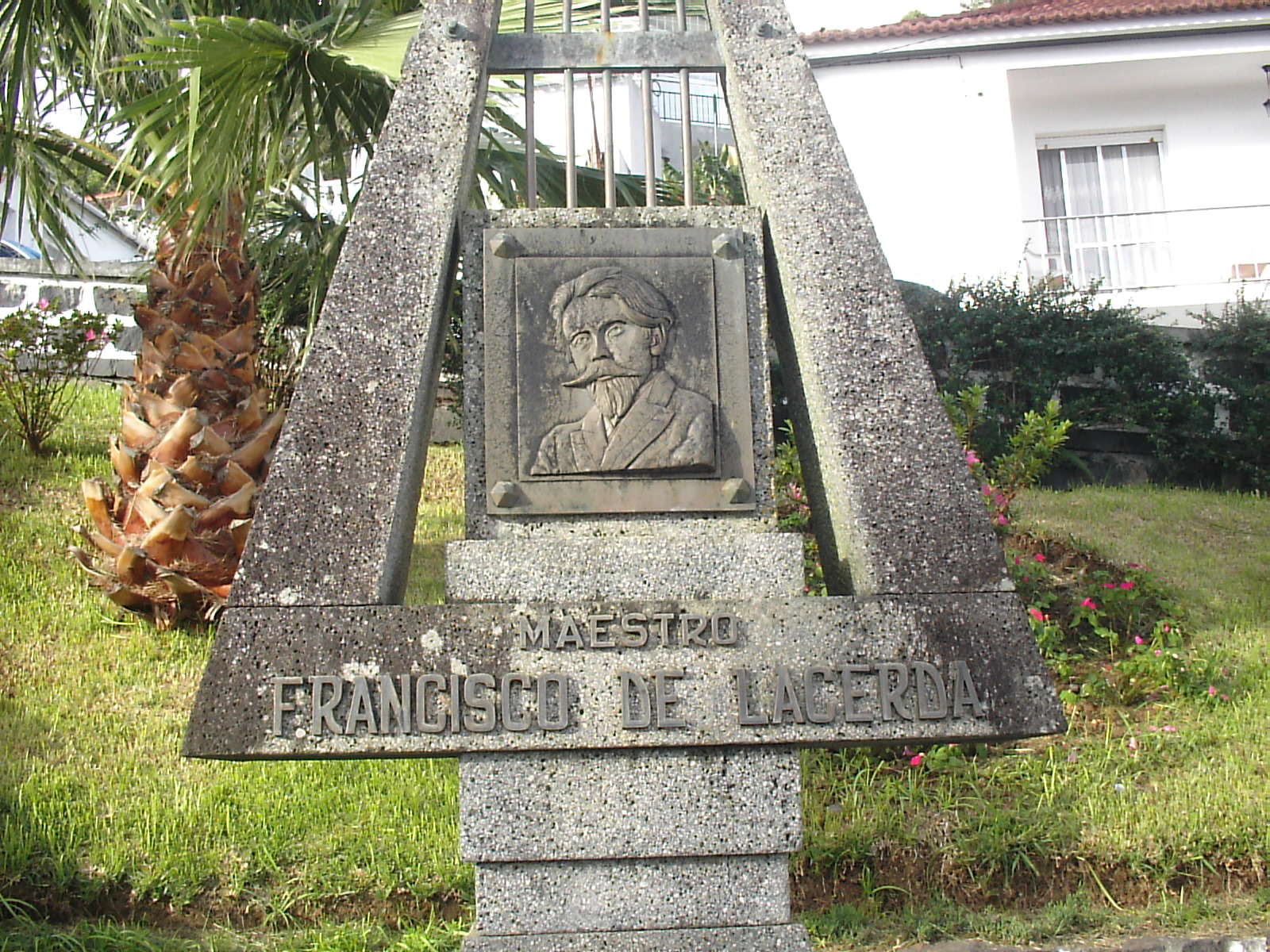
Памятник Ф. де Ласерда на Азорских островах

В 1895 году отправился в Париж, где учился в Парижской консерватории, а затем в Schola Canticum. В 1904 году стал руководителем серии концертов Casino de la Baule.
Во время своего пребывания в Париже познакомился со многими видными деятелями музыкального и культурного мира, включая Эрика Сати , Ромена Роллана , Мануэля де Фалью , Исаака Альбениса и др.
В Нанте стал руководителем собственной серии концертов, в Монтрё — концертов Курзала, а в Марселе — большой серии концертов классической музыки.
С 1913 по 1921 год жил на Азорских островах, много сочинял, посвятив себя традициям азорской музыки. В 1921 году снова переехал в Лиссабон, где стал неотъемлемой частью культурной жизни столицы, способствовал продвижению камерной музыки в Португалии. Был одним из соучредителей Лиссабонской филармонии.
Между 1925 и 1928 годами снова жил во Франции, где много сочинял и дирижировал. В 1928 году вернулся в Лиссабон.
Его музыкальное наследие включает симфонические картины Almourol и Álcacer , сценическую музыку для Мориса Метерлинка The Intruder , балетную музыку, пьесы для органа, фортепиано, гитары, трио и струнных квартетов.
Умер в возрасте 65 лет от туберкулёза лёгких.

## Память
- Посвященный Ласерде музей был открыт в Кальете на острове Сан-Хорхе в 1991 году.